# Darian Stewart
Darian Stewart (* 4. August 1988 in Huntsville, Alabama) ist ein ehemaliger US-amerikanischer American-Football-Spieler auf der Position des Safety. Zuletzt spielte er für die Tampa Bay Buccaneers in der National Football League (NFL). Mit den Denver Broncos gewann er den Super Bowl 50. Zuvor war er schon bei den St. Louis Rams und den Baltimore Ravens unter Vertrag.

## College
Stewart, der schon früh großes sportliches Talent erkennen ließ – so zeigte er in der Highschool auch als Leichtathlet herausragende Leistungen – besuchte die University of South Carolina und spielte für deren Team, die Gamecocks, erfolgreich College Football. Insgesamt konnte er 197 Tackles setzen und 13 Pässe verteidigen. Darüber hinaus gelangen ihm zwei Interceptions sowie drei erzwungene Fumbles.

## NFL

### St. Louis Rams
Stewart fand im NFL Draft 2010 keine Berücksichtigung, wurde aber von den St. Louis Rams doch noch als Free Agent verpflichtet. Er konnte in der Vorbereitung überzeugen und sich so einen Platz im Team erobern. In seiner Rookiesaison lief er in 13 Partien auf. In der darauf folgenden Spielzeit konnte er sich dann als Starter etablieren. Auch in den nächsten beiden Saisonen war er eine Stütze im Backfield der Rams. 

### Baltimore Ravens
Im März 2014 unterschrieb er bei den Baltimore Ravens einen Einjahresvertrag und kam in allen Spielen zum Einsatz.

### Denver Broncos
2015 verpflichteten ihn die Denver Broncos und auch an seiner neuen Wirkungsstätte konnte er sofort überzeugen. Er wurde Teil der überaus erfolgreichen Verteidigung der Broncos, die den Spitznamen No Fly Zone erhielt und maßgeblichen Anteil am Gewinn des Super Bowl 50 hatte.
Bereits im November 2016 verlängerten die Broncos seinen Vertrag für weitere vier Jahre, Stewart dankte es seinem Team mit konstant guten Leistungen, für die er auch erstmals in den Pro Bowl berufen wurde.
2018 bestritt er 14 Partien, in denen ihm insgesamt 60 Tackles und zwei Interceptions gelangen. Nach Ende der Saison wurde er von den Broncos entlassen.

### Tampa Bay Buccaneers
Im August 2019 wurde Stewart von den Tampa Bay Buccaneers unter Vertrag genommen, nachdem es während der Vorbereitung auf der Safety-Position verletzungsbedingt zu mehreren Ausfällen gekommen war.
Im Dezember 2020 erklärte Stewart seinen Rücktritt vom aktiven Sport.